# Tolmanův úhel
Tolmanův úhel (značka θ) v koordinační chemii udává intenzitu sterických efektů ligandu v komplexech přechodných kovů. Je definován jako prostorový úhel vymezený atomem kovu a krajními body van der Waalsových sfér atomů ligandu na průměru kuželu (viz obrázek). Nejčastěji se uvádí u terciárních fosfinových ligandů, ovšem lze jej určit u jakéhokoliv ligandu. Zavedl jej Chadwick A. Tolman během svého výzkumu v DuPontu. Původně jej vyvinul pro komplexy niklu s fosfinovými ligandy.

## Asymetrické ligandy
Tolmanův úhel se nejsnadněji znázorňuje u symetrických ligandů, jako je PR3. Byla však vytvořena definice i pro asymetrické ligandy, například PRR′R″ a difosfiny. V takovém případě se zprůměrují „poloúhly“ obou substituentů {\displaystyle {\frac {\theta _{i}}{2}}} a získaný průměr se vynásobí dvěma. {\displaystyle {\frac {\theta _{i}}{2}}} je pak přibližně roven chelatačnímu úhlu; u difosfinů s methylenovým, ethylenovým a propylenovým hlavním řetězcem jde postupně o 74°, 85° a 90°. U těchto komplexů je často snazší spočítat Manzův než Tolmanův úhel.
| Tolmanovy úhly běžných fosfinových ligandů |          |
| Ligand                                     | Úhel (°) |
| PH3                                        | 87       |
| PF3                                        | 104      |
| P(OCH3)3                                   | 107      |
| dmpe                                       | 107      |
| depe                                       | 115      |
| P(CH3)3                                    | 118      |
| dppm                                       | 121      |
| dppe                                       | 125      |
| dppp                                       | 127      |
| P(CH2CH3)3                                 | 132      |
| dcpe                                       | 142      |
| P(C6H5)3                                   | 145      |
| P(cyklo-C6H11)3                            | 179      |
| P(t-Bu)3                                   | 182      |
| P(C6F5)3                                   | 184      |
| P(C6H4-2-CH3)3                             | 194      |
| P(2,4,6-Me3C6H2)3                          | 212      |

{\displaystyle \theta ={\frac {2}{3}}\sum _{i}{\frac {\theta _{i}}{2}}}

## Obměny
Pomocí Tolmanova úhlu se shrnují základní parametry vazby a určuje průměr největší možné kružnice opsané ideálnímu volně rotujícímu substituentu. Délka vazby kov-ligand v Tolmanově modelu se určuje empiricky z krystalové struktury čtyřstěnných komplexů niklu. Oproti tomu se z prostorového úhlu odvozuje délka vazby a průměr krystalové struktury.
Pokud je známa geometrie ligandu, tak lze spočítat přesnou hodnotu Tolmanova úhlu.

## Využití
Tolmanův úhel má praktický význam v homogenní katalýze, protože velikost ligandů má vliv na reaktivitu kovového centra. V jedné studii byla selektivita hydroformylace výrazně ovlivňována velikostí ligandů. Přestože jsou jednovazné, tak jsou molekuly některých fosfinů dostatečně velké na to, aby zaujímaly více než polovinu koordinační sféry kovového centra.